# 徐笑梅
徐笑梅（？—），女，籍贯不详，中国中央电视台主持人。

## 生平
徐笑梅毕业于北京广播学院（现中国传媒大学）电视系电视节目制作专业。后到中国中央电视台工作，曾短暂主持过《新闻联播》。此后曾主持《中国报道》、《语林趣话》等节目，担任《走遍中国》、《旅行家》等节目的编导，以及大型电视纪录片《香港十年》、《再说长江》的节目统筹。

## 家庭
- 丈夫：蔡猛，中央电视台体育节目中心体育竞赛部主任播音员。和徐笑梅在河北电视台相识。后蔡猛为追随徐笑梅而来到北京，在中央电视台任职。两人育有一子[1]。